# Engeltjestin

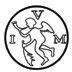
Keurmerk Engeltjestin

De term engeltjestin wordt vaak samenvattend gebruikt voor alle sier- en gebruikstin waarop een tinmerk met een engeltje staat. Deze voorwerpen werden meestal gemaakt door het tin te gieten.
Er moet een duidelijk onderscheid worden gemaakt tussen het gebruik van engeltjes van vóór en van ná ongeveer 1850.

## Voor 1850
Voor 1850 stond het gebruik van een engeltje borg voor een redelijk nauwkeurig omschreven legering. Meestal was dat 92 delen tin en maximaal 8 delen lood.

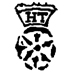
Keurmerk Roosjestin

Men kende bijvoorbeeld ook roosjestin, een legering van 94 delen tin en 6 delen lood, waarvoor een (meestal) gekroonde roos gebruikt werd. Andere gebruikte benamingen voor legeringen waren fijntin, keurtin en lepelstof. Veelal zijn het makersmerk en het kwaliteitsmerk gecombineerd. In de kroon van de roos stonden dan bijvoorbeeld de initialen van de maker.

## Na 1850
Na circa 1850 werd alles anders. Napoleon schafte de gilden af en tin werd in huishoudens veel minder gebruikt. Gieters werden echte fabrikanten en de export nam toe. Controle over waarmerken werd afgeschaft. Engeltjes zijn geen waarborg meer voor kwaliteit of legering. Hetzelfde geldt voor de roos.
Aanduidingen als "Made in Holland" en "Real Dutch Pewter" worden pas in de 20e eeuw ingevoerd.
De term “zuiver tin” en de vermelding van percentages nemen de plaats in van engeltjes en rozen. Namen van fabrikanten verschijnen in eigentijdse letters en vormgeving. Plaatsnamen staan er bijna altijd wel bij vermeld. De gebruikte typografie en de vormen van de merken geven vaak een duidelijke indicatie omtrent de tijd waarin het is gemaakt. Alles mag, want voorschriften en kwaliteitscontrole van overheidswege zijn er niet meer. Elk percentage en elke legering is toegestaan. 

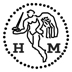
Voorbeeld van keurmerk Engeltjestin

Als men een product heeft waarvan men een goede reden heeft om aan te nemen dat het niet ouder is dan 150 jaar, dan is het een goed idee niet te veel waarde te hechten aan keurmerken met engeltjes en rozen. Zeker niet als, behalve een engel of roos geen enkel ander te identificeren of te traceren merk aangetroffen wordt. Een fabrikant, die wel zijn product wil identificeren, zet er meestal zijn naam bij.